# 小朋友齊打交
《小朋友齊打交》（英語：Little Fighter，簡稱： 或 ），香港清版動作遊戲，為《小朋友齊打交系列》首部作品。

## 簡介
《小朋友齊打交》由香港學生王國鴻於1995年開發，同年8月30日發布的一款以C語言編寫的多人對戰清版動作遊戲。該遊戲是他第一部以C語言編寫的作品，亦是《小朋友齊打交系列》的首部作品。在遊戲裏，玩家可以從11位角色（當中十鬥士為通常角色，邪鬼為隱藏角色，需以F1鍵調出）當中選擇其中一位進行戰鬥，每一位角色各有超過3項絕招（需要消耗MP）。遊戲內共有個3個模式選擇，分別是對決模式、組隊模式及淘汰賽模式。在同一回合裏，最多可以顯示八名鬥士。遊戲只限3個玩家在電腦上遊玩。

## 遊戲模式
遊戲裡有不同的模式可供玩家遊玩，與玩家或電腦混戰的對戰模式，與多人玩家組隊並進行對戰的組隊模式，與玩家分組一對一進行比賽並晉級到最後的淘汰賽模式。

### 對戰模式
供玩家選擇或增加人類玩家和電腦玩家，可以1對1或3個玩家混戰。

### 小朋友組隊模式
供玩家挑選隊伍，然後進行對戰。可以2對2、2對3、2對4或3對3。

### 淘汰賽模式
供玩家分組，進行淘汰賽對戰。在對戰中必須決戰到最後。

## 角色

### 十鬥士
- Davis
- Dennis
- Woody
- Deep
- Henry
- Firen
- Freeze
- John
- Rudolf
- Louis

### 隠藏角色
- Julian—邪鬼

## 續集
《小朋友齊打交2》是《小朋友齊打交》的續集，由王國鴻與王浩然合力開發，於1999年10月18日推出測試版本，其後他們不斷發放遊戲的更新版本。1.9版時期曾經被改名為《小鬥士二》，但是1.9c版後都沿用原名，理由是原名早已深入民心。2015年6月則推出手機版《英雄大作戰》，設有 iOS 和 Android 兩個版本。

## 備註
1. ↑  1.全部姓名源於作者曾在越一科技有限公司 - 香港 的系列最終作小鬥士大冒險Online。